# Mbaye Jacques Diop
 (mai 2020).
Si vous disposez d'ouvrages ou d'articles de référence ou si vous connaissez des sites web de qualité traitant du thème abordé ici, merci de compléter l'article en donnant les références utiles à sa vérifiabilité et en les liant à la section « Notes et références ».
Pour les articles homonymes, voir Diop.
Mbaye Jacques Diop, né le 15 janvier 1934 à Rufisque (Afrique-Occidentale française) et mort le 11 septembre 2016 à Dakar, Sénégal, est un homme politique sénégalais, notamment député, maire de Rufisque de 1987 à 2002 et président du Conseil de la République pour les affaires économiques et sociales (CRAES).

## Biographie

### Formation
Mbaye Jacques Diop est titulaire d'une licence en droit, d'un DES de droit privé et du diplôme français d'inspecteur de la jeunesse et des sports.

### Carrière politique
Mbaye Jacques Diop est élu député, sans interruption de 1981 à 2004 et maire de Rufisque, sa ville natale, de 1987 à 2002.
Dès 1954, il adhère au Bloc démocratique sénégalais (BDS), le futur Parti socialiste (PS). Par la suite il rejoint l'Alliance des forces de progrès (AFP) dont il démissionne en 2000 pour fonder son propre parti, le Parti du progrès et de la citoyenneté (PPC). Celui-ci fusionne avec le parti de la majorité gouvernementale, le Parti démocratique sénégalais (PDS), en 2002.